# Acentrogobius caninus
Acentrogobius caninus är en fiskart som först beskrevs av Valenciennes, 1837.  Acentrogobius caninus ingår i släktet Acentrogobius och familjen smörbultsfiskar. Inga underarter finns listade i Catalogue of Life.